# District de Serhetabat

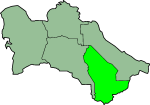

Le district de Serhetabat (anciennement district de Nyýazow) est un district du Turkménistan situé dans la province de Mary. 
Le centre administratif du district est la ville de Serhetabat.